# Betanzos - Mandeo
Betanzos - Mandeo este o arie protejată (arie specială de conservare — SAC, sit de importanță comunitară — SCI) din Spania întinsă pe o suprafață de 1.020,09 ha, din care 28 % marine.

## Localizare
Centrul sitului Betanzos - Mandeo este situat la coordonatele 43°15′07″N 8°07′02″W / 43.2519°N 8.1173°V.

## Înființare
Situl Betanzos - Mandeo a fost declarat sit de importanță comunitară în februarie 1999 pentru a proteja 4 specii de plante și 31 de specii de animale. Situl a fost protejat și ca arie specială de conservare în martie 2014.

## Biodiversitate
Situată în ecoregiunile atlantică și marină Atlantică, aria protejată conține 26 de habitate naturale: Salicornia și alte specii anuale care populează regiunile mlăștinoase și nisipoase, Faleze cu vegetație de pe coastele atlantice și baltice, Pajiști uscate europene, Pseudostepă cu ierburi și specii anuale de Thero-Brachypodietea, Pajiștile Spartina (Spartinion maritimae), Păduri aluvionare cu Alnus glutinosa și Fraxinus excelsior (Alno-Padion, Alnion incanae, Salicion albae), Estuare, Recifuri, Dune de coastă fixe cu vegetație erbacee („dune gri”), Cursuri de apă de la nivel de câmpie la nivel montan, cu vegetație Ranunculion fluitantis și Callitricho-Batrachion, Pajiști umede atlantice temperate cu Erica ciliaris și Erica tetralix, Liziere de ierburi înalte hidrofile de câmpie și de nivel montan până la alpin, Pajiști cu Molinia pe soluri calcaroase, turboase sau argilos-nămoloase (Molinion caeruleae), Pante stâncoase silicioase cu vegetație casmofită, Păduri de stejar galițio-portugheze cu Quercus robur și Quercus pyrenaica, Bancuri de nisip acoperite în permanență slab de apă marină, Golfuri mici largi și golfuri puțin adânci, Vegetație anuală la limita mareei, Dune mobile cu vegetație embrionară, Dune mobile de-a lungul țărmului cu Ammophila arenaria („dune albe”), Pășuni atlantice udate de apa mării (Glauco-Puccinellietalia maritimae), Roci stâncoase cu vegetație pionieră de Sedo-Scleranthion sau Sedo albi-Veronicion dillenii, Fânețe de joasă altitudine (Alopecurus pratensis, Sanguisorba officinalis), Terase mlăștinoase și terase nisipoase neacoperite de apă la reflux, Păduri pe pante, grohotișuri și ravene de Tilio-Acerion, Tufărișuri halofile mediteraneene și termo-atlantice (Sarcocornetea fruticosi).
La baza desemnării sitului se află mai multe specii protejate:
- plante (4): Narcissus cyclamineus, Sphagnum pylaesii, Trichomanes speciosum, Woodwardia radicans
- păsări (14): pescăruș albastru (Alcedo atthis), rață mare (Anas platyrhynchos), stârc cenușiu (Ardea cinerea), caprimulg (Caprimulgus europaeus), chirighiță neagră (Chlidonias niger), egretă mică (Egretta garzetta), sitar de mal nordic (Limosa lapponica), culic mare (Numenius arquata), cormoran mare (Phalacrocorax carbo), Phalacrocorax carbo sinensis, cresteț pestriț (Porzana porzana), chiră de mare (Sterna sandvicensis), turturică (Streptopelia turtur), silvie de tufiș (Sylvia undata)
- amfibieni (2): Chioglossa lusitanica, Discoglossus galganoi
- mamifere (4): Galemys pyrenaicus, vidră de râu (Lutra lutra), liliacul mare cu potcoavă (Rhinolophus ferrumequinum), liliacul mic cu potcoavă (Rhinolophus hipposideros)
- nevertebrate (5): croitorul mare al stejarului (Cerambyx cerdo), Elona quimperiana, rădașcă (Lucanus cervus), Margaritifera margaritifera, Oxygastra curtisii
- pești (4): Achondrostoma arcasii, Petromyzon marinus, Pseudochondrostoma duriense, somonul (Salmo salar)
- reptile (2): Iberolacerta monticola, Lacerta schreiberi

Pe lângă speciile protejate, pe teritoriul sitului au mai fost identificate 2 specii de amfibieni, 1 specie de mamifere, 2 specii de reptile.